# 1821년 제임스 먼로 대통령 취임식
미국 대통령으로서 제임스 먼로의 두 번째 취임식은 1821년 3월 5일 월요일, 미국 국회의사당 하원 회의실에서 열렸다. 이 취임식은 제임스 먼로의 두 번째 4년 임기 대통령직과 대니얼 D. 톰킨스의 부통령직 시작을 알렸다. 먼로는 1820년 선거에서 두 번째 임기를 거의 만장일치로 당선되었다. 그는 미국의 연방 대법원장인 존 마셜에게 취임 선서를 했다.
눈보라 때문에 취임식은 실내에서 진행되었다. 또한 1821년 3월 4일이 일요일이었기 때문에, 먼로는 대법관들과 상의한 후 취임식을 다음 날로 옮겼다.

## 취임식
취임식은 새로 단장된 하원 회의실에서 실내로 진행되었는데, 이는 국회의사당 앞에서 열렸던 먼로의 첫 취임식과는 달랐다. 약 3000명의 사람들이 이 행사를 위해 회의실에 모여들었다. 먼로는 정오에 그의 내각 구성원들과 함께 평범한 마차를 타고 도착했다. 톰킨스 부통령은 이 행사에 참석하지 않고 뉴욕에서 선서를 했다.
취임 연설에서 먼로는 스페인으로부터 플로리다를 획득하기 위한 협상의 최근 성과를 언급하고, 더 높은 관세에 대해 느슨하게 지지하며, 최근 공격 이후 아메리카 원주민을 문명화하기 위한 노력을 촉구했다. 그는 대체로 진행 중이던 1819년 공황과 미주리 타협 상황에 대한 논의는 피했다.
연설 후, 먼로는 브라운 호텔에서 취임 기념 무도회를 개최했다.

## 같이 보기
- 제임스 먼로 행정부
- 1817년 제임스 먼로 대통령 취임식
- 1820년 미국 대통령 선거